# Biosynthese
Biosynthese of anabolisme is de opbouw van biologische stoffen (biomoleculen) onder verbruik van energie zoals deze in organismen plaatsvindt. De energie kan worden geleverd door licht (zoals bij fotosynthese bij planten) of door redoxreacties. De wetenschap van de biosynthese is een onderdeel van de fysiologie en de biochemie. Vergelijkbare reacties kunnen vaak ook in het laboratorium worden uitgevoerd, maar vereisen dan vaak voor een levend systeem onmogelijke omstandigheden.
Het tegengestelde van biosynthese is katabolisme, waarbij meer gecompliceerde moleculen worden afgebroken en de opgeslagen energie weer vrijkomt in de vorm van ATP, zoals bij de celademhaling. Als voorbeeld kan de omzetting van glucose via de citroenzuurcyclus in kooldioxide en water gelden. In warmbloedige organismen verloopt deze omzetting bij ca. 37°C en de vrijkomende energie kan op een zeer efficiënte wijze voor veel verschillende doeleinden benut worden. In het laboratorium is de omzetting ook goed uit te voeren, maar alleen bij hogere temperatuur door verbranding, en de vrijkomende energie is maar voor een klein deel nuttig te gebruiken. Tijdens de achtereenvolgende stadia van biosynthese treden vaak gespecialiseerde katalysatoren op die enzymen genoemd worden en opgebouwd zijn uit ketens van aminozuren.
In de biotechnologie wordt gebruikgemaakt van enzymen of organismen om biosynthetische processen uit te voeren.